# 202-я стрелковая дивизия
202-я стрелковая дивизия — воинское соединение Вооружённых сил СССР в Великой Отечественной войне.

## История
Дивизия сформирована путём переформирования 202-й моторизованной дивизии 20.09.1941 года в составе 11-й армии на линии фронта.
В действующей армии с 20.09.1941 по 03.04.1943, с 03.05.1943 по 12.09.1943, с 02.11.1943 по 31.12.1943 и с 20.01.1944 по 09.05.1945.
С момента формирования держала оборону на Валдайском направлении, занимая фронт в 3 километра на рубеже станция Лычково — Пустыня и далее на юго-восток от реки Пола. В течение осени 1941-осени 1942 года вела частные встречные бои на этом участке, населённые пункты в полосе обороны дивизии часто переходили из рук в руки. Сравнительно успешными для дивизии были боевые действия января 1942 года, когда дивизия силами 645-го полка, прорвав оборону врага, освободила несколько населённых пунктов, однако не смогла удержать коридор к полку. 645-й стрелковый полк за успешные боевые действия был награждён Орденом Красного Знамени.
В декабре 1942 года перешла в наступление в районе Сафронково, 4 января 1943 года выведена во второй эшелон армии (исключая артиллерийский полк), где находилась до 24.02.1943, когда была вновь введена в наступление в районе Рамушевского коридора с целью ликвидации демянской группировки врага. Дивизия освободила значительную часть Парфинского (тогда Полавского) и Демянского районов. В частности, в Парфинском районе освободила деревни Беглово, Свинорой (ныне Ключи), Кузьминское.
В апреле 1943 года выведена в резерв на пополнении, где находилась ровно месяц, после чего переброшена на Центральный фронт, заняла позиции в районе Бобылево между Малоархангельском и Новосилем, находясь во втором эшелоне армии.
Непосредственного участия в Курской битве не принимала, ограничившись артиллерийской поддержкой соседней 16-й стрелковой дивизии.
C 06.07.1943 перегруппировалась вдоль линии фронта, и участвуя в Орловской наступательной операции, 19.07.1943 прорвала оборону противника и вышла к опорному пункту противника Тросне. 22.07.1943 года с боем овладела городом. В течение июля-августа 1943 вела бои, затем преследовала отступающие части.
Из воспоминаний П. Телуха, ветерана дивизии ¹ (недоступная ссылка)
«Немецко-фашистское командование, убедившись в том, что остановить наступление советских войск без мощного естественного оборонительного рубежа невозможно, начало отвода своих войск за Днепр. Установилась определённая закономерность: днём противник отступает, мы следуем за ним; вечером все останавливаются до утра. Все шло размеренно и спокойно, и только 105-миллиметровая немецкая батарея донимала нас своими огневыми налётами, в основном по дорогам». 
Отведена в резерв, до ноября 1943 года в боях не участвовала.
Во время Киевской оборонительной операции ноября 1943 года вела оборону в 40 километрах восточней Житомира перед украинским селом Ивница.
Во время Житомирско-Бердической операции декабря 1943 года находилась на правом фланге наступающей группировки. Понесла значительные потери, и ей был отдан приказ сняться с фронта, отойти в тыл на 250 километров для отдыха и пополнения, в ночь на 29.12.1943 дивизия выступила в поход пешим маршем 31.12.1943 находилась на ночёвке остановились в селе Дымер Остерского района Черниговской области. На отдыхе и пополнении была в Бобровицком районе Черниговской области, затем в середине января 1944 года была переброшена под Корсунь-Шевченковский.
С января 1944 года участвует в Корсунь-Шевченковской операции, держала оборону на направлении главного удара немецких войск в районе Хиженцы, 14.02.1944 участвовала в освобождении Корсунь-Шевченковского.
Приказом Ставки ВГК от 26.02.1944 года № 045 в ознаменование одержанной победы соединения и части, отличившиеся в боях за освобождение города Корсунь-Шевченковский, получили наименование «Корсунских». Среди них была и 202-я стрелковая дивизия (полковник Ревенко, Зиновий Саввич).
После операции дивизия приняла участие в Уманско-Ботошанской операции. Дивизия наступала стремительно, после Корсунь-Шевченковской операции в течение месяца прошла с боями более 500 километров, форсировала Днестр, и в числе первых вышла на реку Прут, с ходу 04.04.1944 форсировала её и начала наступление в направлении Ясс, но в связи с усилившимся сопротивлением к середине апреля 1944 года остановилась. 15.03.1944 участвовала в освобождении Тульчина, 19.03.1944 — в освобождении Могилёв-Подольского.
Наступление осложнялось ещё и тяжёлыми природными условиями и распутицей.
Из воспоминаний Морозова М. М., ветерана дивизии
«С конца декабря 1943 года до конца марта 1944 мы были постоянно мокрыми, грязными, вшивыми…»
До августа 1944 года ведёт частные бои севернее Ясс.
С 20.08.1944 года принимает участие в Ясско-Кишинёвской операции, наступает с севера на Яссы из района населённого пункта Берлешти (25 километров восточнее города Бырлад, Румыния).
После операции переброшена и с 06.10.1944 года принимает участие в Дебреценской наступательной операции, в ходе которой участвовала в освобождении Клужа 11.10.1944 и вышла на подступы к Будапешту.
С 01.11.1944 принимает участие в Будапештской операции, наступая северо-восточней Будапешта через Мишкольц.
В марте 1945 года отражает контрнаступление вражеских войск в районе озера Балатон, затем перешла в наступление в общем направлении на Вену, в ходе которого 31.03.1945 участвовала в освобождении Керменда, вышла к реке Мур на участке Брук, Грац.
Расформирована в июле 1945 года

## Полное название
202-я стрелковая Корсуньская Краснознамённая орденов Суворова и Кутузова дивизия

## Состав
- 645-й стрелковый полк
- 682-й стрелковыйполк
- 1317-й стрелковый полк (переформирован из 21-го мотострелкового полка 28-й танковой дивизии)
- 652-й артиллерийский полк 1-го формирования — до 30.09.1941
- 652-й артиллерийский полк 2-го формирования — с 15.10.1941
- 189-й отдельный истребительно-противотанковый дивизион — с 20.01.1942
- 324-я зенитная батарея (151-й отдельный зенитный артиллерийский дивизион) — до 30.03.1943
- 317-й миномётный дивизион — с 20.01.1942 по 01.02.1942
- 466-й миномётный дивизион — с 30.11.1941 по 15.11.1942
- 281-я отдельная разведывательная рота
- 371-й отдельный сапёрный батальон
- 581-й отдельный батальон связи (77-я отдельная рота связи)
- 357-й (257-й) отдельный медико-санитарный батальон
- 82-я отдельная рота химической защиты
- 266-я автотранспортная рота
- 326-я полевая хлебопекарня (336-й полевой автохлебозавод)
- 86-й дивизионный ветеринарный лазарет
- 839-я полевая почтовая станция
- 695-я полевая касса Государственного банка

## Подчинение
| Дата            | Фронт (округ)         | Армия      | Корпус                             | Примечания |
| --------------- | --------------------- | ---------- | ---------------------------------- | ---------- |
| 01.10.1941 года | Северо-Западный фронт | 11-я армия | -                                  | -          |
| 01.01.1942 года | Северо-Западный фронт | 34-я армия | -                                  | -          |
| 01.05.1942 года | Северо-Западный фронт | 11-я армия | -                                  | -          |
| 01.02.1943 года | Северо-Западный фронт | 11-я армия | 12-й гвардейский стрелковый корпус | -          |
| 01.03.1943 года | Северо-Западный фронт | 27-я армия | -                                  | -          |
| 01.04.1943 года | Резервный фронт       | 53-я армия | -                                  | -          |
| 01.05.1943 года | Степной военный округ | 53-я армия | -                                  | -          |
| 01.06.1943 года | Центральный фронт     | 48-я армия | -                                  | -          |
| 01.07.1943 года | Центральный фронт     | 48-я армия | 42-й стрелковый корпус             | -          |
| 01.08.1943 года | Центральный фронт     | 13-я армия | 28-й стрелковый корпус             | -          |
| 01.10.1943 года | Резерв Ставки ВГК     | 70-я армия | 95-й стрелковый корпус             | -          |
| 01.11.1943 года | Резерв Ставки ВГК     | -          | -                                  | -          |
| 01.12.1943 года | 1-й Украинский фронт  | 60-я армия | -                                  | -          |
| 01.01.1944 года | Резерв Ставки ВГК     | -          | -                                  | -          |
| 01.02.1944 года | 1-й Украинский фронт  | 47-я армия | 106-й стрелковый корпус            | -          |
| 01.03.1944 года | 2-й Украинский фронт  | 27-я армия | 35-й гвардейский стрелковый корпус | -          |
| 01.05.1944 года | 2-й Украинский фронт  | 27-я армия | 33-й стрелковый корпус             | -          |
| 01.07.1944 года | 2-й Украинский фронт  | 27-я армия | 35-й гвардейский стрелковый корпус | -          |
| 01.09.1944 года | 2-й Украинский фронт  | 27-я армия | 33-й стрелковый корпус             | -          |
| 01.10.1944 года | 2-й Украинский фронт  | 27-я армия | 35-й гвардейский стрелковый корпус | -          |
| 01.11.1944 года | 2-й Украинский фронт  | 27-я армия | 104-й стрелковый корпус            | -          |
| 01.12.1944 года | 2-й Украинский фронт  | 27-я армия | 33-й стрелковый корпус             | -          |
| 01.03.1945 года | 3-й Украинский фронт  | 27-я армия | 33-й стрелковый корпус             | -          |
| 01.05.1945 года | 3-й Украинский фронт  | 27-я армия | 35-й гвардейский стрелковый корпус | -          |

## Командиры
- Штыков, Серафим Григорьевич (20.09.1941 — 12.12.1942), полковник, с 01.10.1942 генерал-майор;
- Воронин, Георгий Григорьевич (13.12.1942 — 30.12.1942), полковник;
- Штыков, Серафим Григорьевич (31.12.1942 — 09.01.1943), генерал-майор (погиб 09.01.1943, похоронен в деревне Борки Парфинского района Новгородской области)
- Петров, Иван Петрович (09.01.1943 — 12.01.1943), полковник;
- Вдовин, Сергей Андреевич (13.01.1943 — 16.06.1943), полковник;
- Ревенко, Зиновий Саввич (17.06.1943 — 16.02.1944), полковник;
- Хохлов, Иван Михайлович (11.03.1944 — 09.05.1945), полковник, с 19.04.1945 генерал-майор;
- Шмелёв, Фёдор Петрович (10.05.1945 — до расформирования), генерал-майор.
- Горбань, Фёдор Григорьевич (08.1944 — 05.1945), начальник политотдела дивизии.

## Награды и наименования
| Награда (наименование)              | Дата                                                            | За что награждена |
| ----------------------------------- | --------------------------------------------------------------- | --- |
| Почётное наименование «Корсуньская» | Приказ Верховного Главнокомандующего СССР от 18.02.1944 года    | За отличие в боях по уничтожению десяти дивизий и одной бригады 8-й армии немцев, окружённых в районе Корсунь-Шевченковского.                                                               |
| Орден Красного Знамени              | Указ Президиума Верховного Совета СССР от 24 апреля 1944 года   | За образцовое выполнение заданий командования при прорыве обороны противника и за форсирование реки Прут и проявленные при этом доблесть и мужество.                                        |
| Орден Суворова II степени           | Указ Президиума Верховного Совета СССР от 26 апреля 1945 года   | За образцовое выполнение заданий командования в боях с немецкими захватчиками при овладении городами Секешфехервар, Мор, Зирез, Веспрем, Эньинг и проявленные при этом доблесть и мужество. |
| Орден Кутузова II степени           | Указ Президиума Верховного Совета СССР от 15 сентября 1944 года | За образцовое выполнение заданий командования в боях с немецкими захватчиками, за овладение городом Плоешти и проявленные при этом доблесть и мужество.                                     |

Награды частей дивизии:
- 645-й стрелковый Рымникский[8] Краснознамённый орденов Суворова[9] и Богдана Хмельницкого (II степени)[10] полк
- 682-й стрелковый Клужский[11] Краснознамённый[12] ордена Кутузова[9] полк
- 1317-й стрелковый Краснознаменный[10] орденов Кутузова[12] и Богдана Хмельницкого (II степени)[13] полк
- 652-й артиллерийский Клужский[11] Краснознамённый[12], ордена Александра Невского[10] полк
- 189-й отдельный истребительно-противотанковый ордена Красной Звезды[14] дивизион

## Воины дивизии
| Награда | Ф. И. О.                        | Должность | Звание            | Дата награждения                 | Примечания |
| ------- | ------------------------------- | --- | ----------------- | -------------------------------- | ---------- |
|         | Голуб, Семён Тимофеевич         | командир батареи 652-го артиллерийского полка                                                                                       | капитан           | 29.06.1945                       | посмертно  |
|         | Дахновский, Фёдор Тарасович     | командующий артиллерией дивизии | полковник         | 28.04.1945                       |            |
|         | Дуенко, Василий Григорьевич     | командир стрелковой роты 645-го стрелкового полка                                                                                   | старший лейтенант | 24.03.1945                       | посмертно  |
|         | Ежков, Фёдор Андреевич          | парторг батальона 645-го стрелкового полка                                                                                          | лейтенант         | 28.04.1945                       |            |
|         | Заводский, Матвей Никифорович   | командир стрелкового взвода 682-го полка                                                                                            | лейтенант         | 24.03.1945                       | посмертно  |
|         | Михайленко, Василий Терентьевич | командир отделения 645-го стрелкового полка                                                                                         | сержант           | 13.09.1944                       |            |
|         | Омельчук, Григорий Куприянович  | командир батальона 1317-го стрелкового полка                                                                                        | капитан           | 13.09.1944                       |            |
|         | Письменный, Иван Алексеевич     | командир пулемётного расчёта 682-го стрелкового полка                                                                               | младший сержантх  | 13.09.1943                       | посмертно  |
|         | Учаев, Леонид Иванович          | Помощник командира разведывательного взвода 645-го стрелкового полка Помощник командира стрелкового взвода 645-го стрелкового полка | старший сержант   | 01.09.1944 12.07.1944 24.03.1945 |            |
|         | Хохлов, Иван Михайлович         | командир дивизии | полковник         | 28.04.1945                       |            |
|         | Чернов, Георгий Николаевич      | командир стрелковой роты 645-го стрелкового полка                                                                                   | лейтенант         | 24.05.1945                       | посмертно  |
|         | Шкурат, Дмитрий Иванович        | пулемётчик 682-го стрелкового полка                                                                                                 | красноармеец      | 13.09.1944                       | посмертно  |

## Память
- Именем С. Г. Штыкова названа набережная реки Полисть в Старой Руссе
- Именем С. Т. Голуба названы улица и школа в селе Чёрный Рог Черниговской области
- Именем М. Н. Заводского названа улица в селе Елховка Самарской области
- Музей боевой славы школы № 341 г. Москвы «Боевой путь 202-й стрелковой дивизии»
- Музей боевой славы средней общеобразовательной школы посёлка Кневицы Демянского района
- Именем Г. Н. Чернова названы улица и школа в селе Чесноковка алтайского края (сейчас г. Новоалтайск).